# Juan Santamaría
Juan María Santamaría Rodríguez (Alajuela, 29 de agosto de 1831 — Rivas, 11 de abril de 1856) é oficialmente reconhecido como herói nacional da República da Costa Rica. Um feriado nacional na Costa Rica, o Dia de Juan Santamaría, é celebrado a cada 11 de abril para lembrar a sua morte.

## Biografia
Santamaría nasceu na cidade de Alajuela. Quando o flibusteiro norte-americano William Walker derrubou o governo da Nicarágua e tentou conquistar as outras nações da América Central, incluindo a Costa Rica, a fim de formar um império privado escravocrata, o presidente costarriquenho Juan Rafael Mora Porras convocou a população a pegar em armas e marchar ao norte da Nicarágua para lutar contra o invasor estrangeiro. Santamaría, um trabalhador pobre e filho ilegítimo de mãe solteira, se juntou ao exército como um baterista menino. Os soldados o apelidaram de "el erizo" ("o porco-espinho") por conta de seu cabelo espetado.
Após o ataque a um pequeno contingente de soldados de Walker em Santa Rosa, na província de Guanacaste, as tropas costarriquenhas continuaram marchando ao norte, até chegarem à cidade de Rivas, em 8 de abril de 1856. O combate travado aí foi feroz, e os costarriquenhos não foram capazes de remover os homens de Walker de um albergue perto do centro da cidade, a partir do qual ele tinha uma vantajosa posição de tiro.
Segundo a narrativa tradicional, em 11 de abril, o general salvadorenho José María Cañas sugeriu que um dos soldados avançasse em direção à pousada com uma tocha e ateassem fogo. Alguns soldados tentaram e falharam, mas finalmente Santamaría se ofereceu na condição de que, no caso de sua morte, alguém iria cuidar de sua mãe. Ele então avançou e foi mortalmente ferido por fogo inimigo. Antes de expirar ele conseguiu, no entanto, atear fogo ao albergue, contribuindo decisivamente para a vitória da Costa Rica em Rivas.
Esta versão é, aparentemente, apoiada por um pedido de uma pensão estatal, apresentado em novembro 1857 pela mãe de Santamaría, bem como pelos documentos do governo mostrando que a pensão foi concedida. Vários historiadores, no entanto, têm questionado se a versão está correta e se Santamaria morreu ou não durante essa batalha ou outra. De qualquer forma, no final do século XIX, intelectuais e políticos da Costa Rica se aproveitaram da guerra contra Walker e da figura de Juan Santamaría com finalidades nacionalistas.

## Memoriais contemporâneos

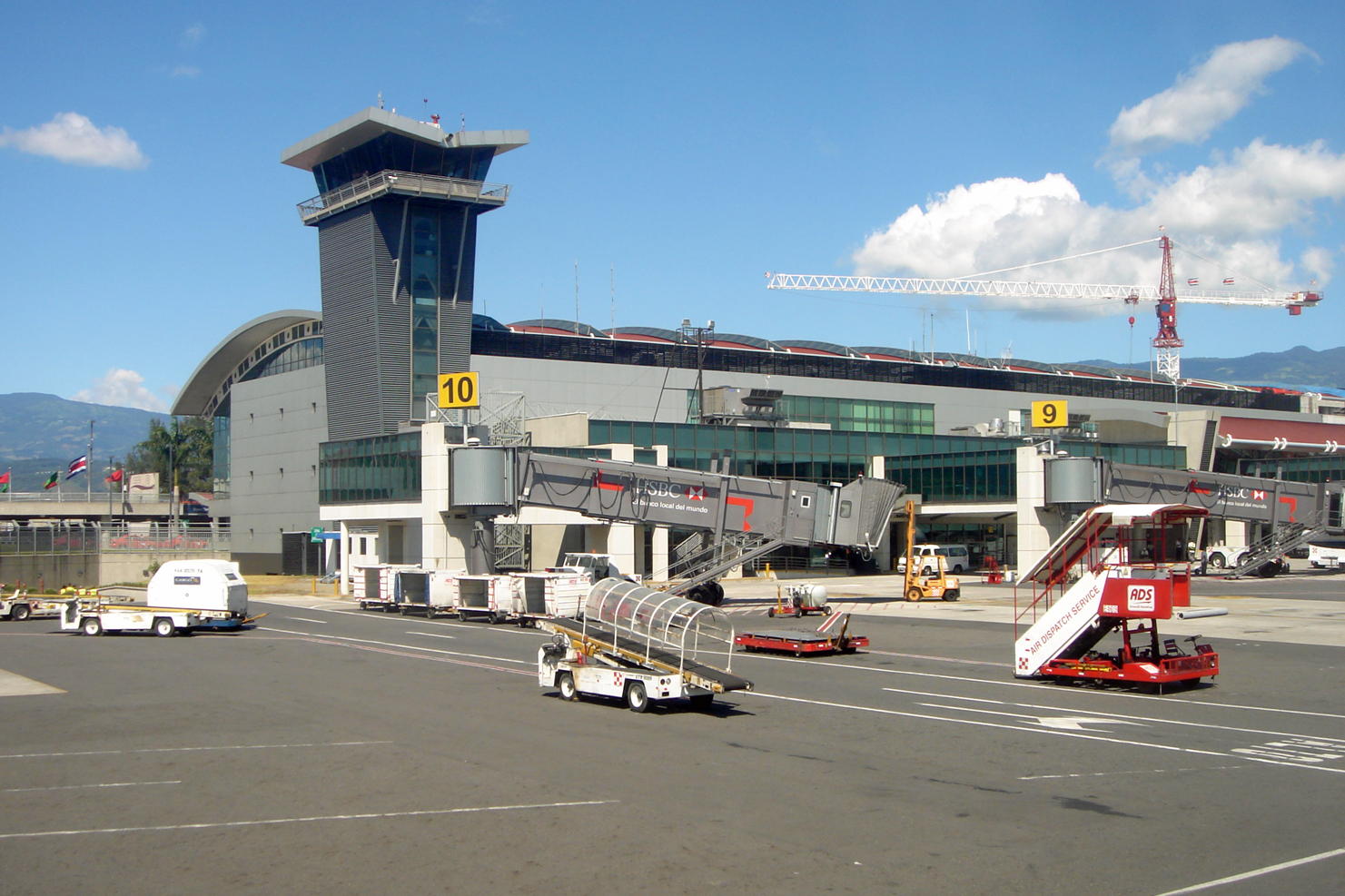
Aeroporto Internacional Juan Santamaría.

Juan Santamaría é homenageado por uma estátua em um parque que leva seu nome no cantão central de Alajuela, e por um museu que era uma antiga guarnição militar na mesma cidade. Duas estátuas de Juan Santamaria maiores que suas dimensões reais foram erguidas na Costa Rica: um em Alajuela e outra na frente do Congresso, em San José. A estátua foi encomendada pelo governo da Costa Rica em 1891.
O principal aeroporto internacional na Costa Rica tem o nome de Juan Santamaría.